# Die Masken des Erwin Reiner
Die Masken des Erwin Reiner ist ein US-amerikanisches Stummfilmdrama aus dem Jahr 1928 von Victor Sjöström mit John Gilbert und Alma Rubens in den Hauptrollen. Der Film wurde von Metro-Goldwyn-Mayer produziert und basiert auf dem Roman Die Masken des Erwin Reiner von Jakob Wassermann.

## Handlung
Baron Reiner, ein charmanter, aber skrupelloser Wiener Aristokrat, verliebt sich in Virginia, ein unschuldiges Schulmädchen, das mit ihrem besten Freund Manfred verlobt ist. Um das Mädchen zu verführen, finanziert Reiner eine ozeanografische Expedition für Manfred, die ihn für Monate wegführt. Reiner fängt alle Briefe Manfreds ab und unterwirft Virginia schließlich seinem Willen. Manfred kehrt zurück und verwundet Reiner in einem Duell. Reiner erholt sich und nimmt das junge Mädchen für sich.

## Hintergrund
Gedreht wurde der Film in den MGM-Studios in Culver City.
Cedric Gibbons oblag die künstlerische Leitung. Gilbert Adrian war für das Kostümbild zuständig. Harold S. Bucquet arbeitete als Regieassistent.
Der Film wurde mit Toneffekten und Musik unterlegt. Das Lied Live and Love stammte von William Axt, David Mendoza (Melodie) und Raymond Klages (Text).
Da keine Kopien der acht Filmrollen existieren, gilt der Film als verschollen.

## Veröffentlichung
Die Premiere des Films fand am 17. November 1928 statt. 1929 kam er im Deutschen Reich und in Österreich in die Kinos.

## Kritiken
Mordaunt Hall von der The New York Times befand, der Film sei eine recht gute Unterhaltung, aber er habe seine Mängel, ziemlich viele sogar. Er fessele jedoch die Aufmerksamkeit, egal ob die Handlung stereotyp sei oder geschickt dargestellt werde.